# Hornstull

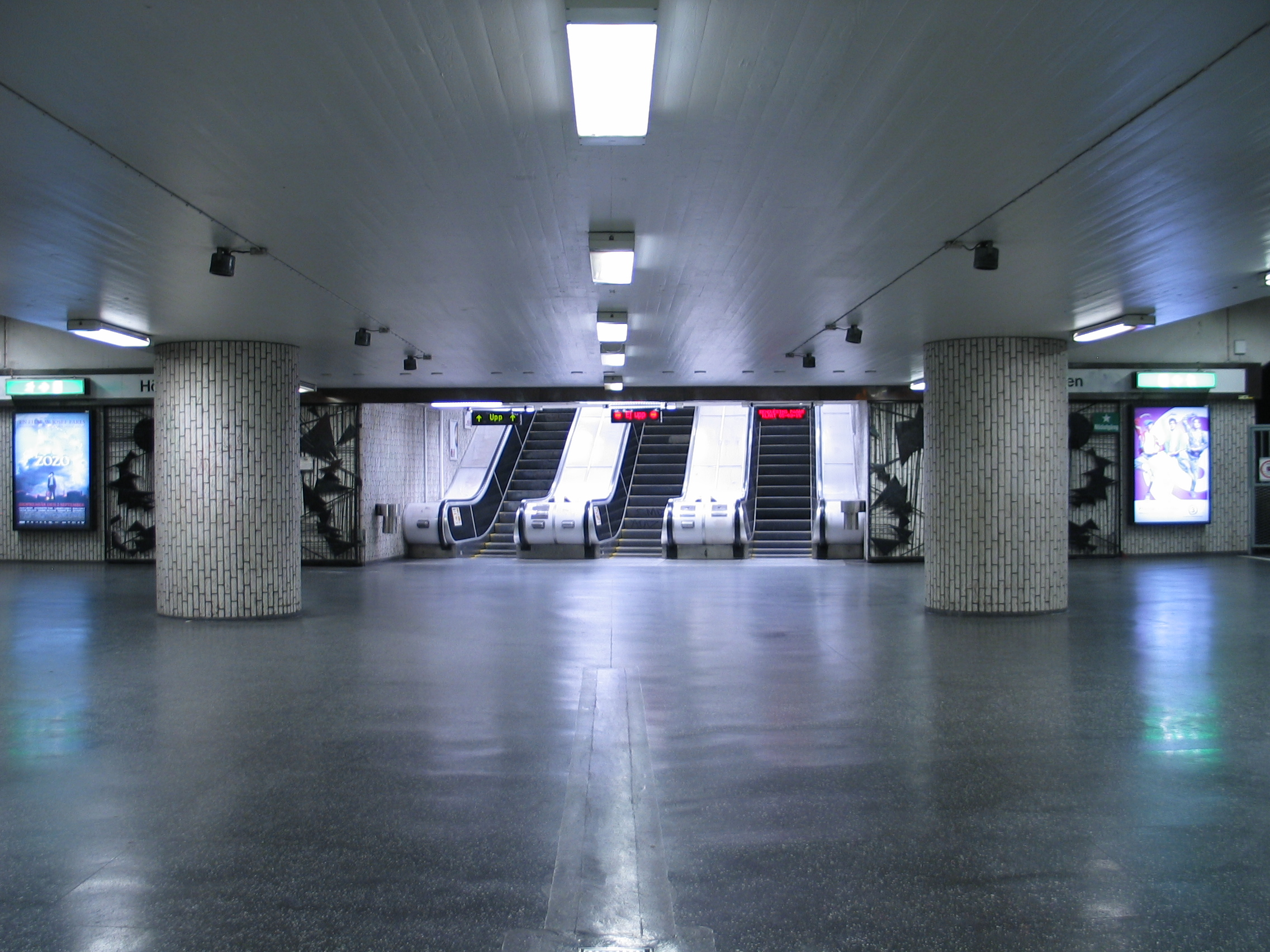
Stacja

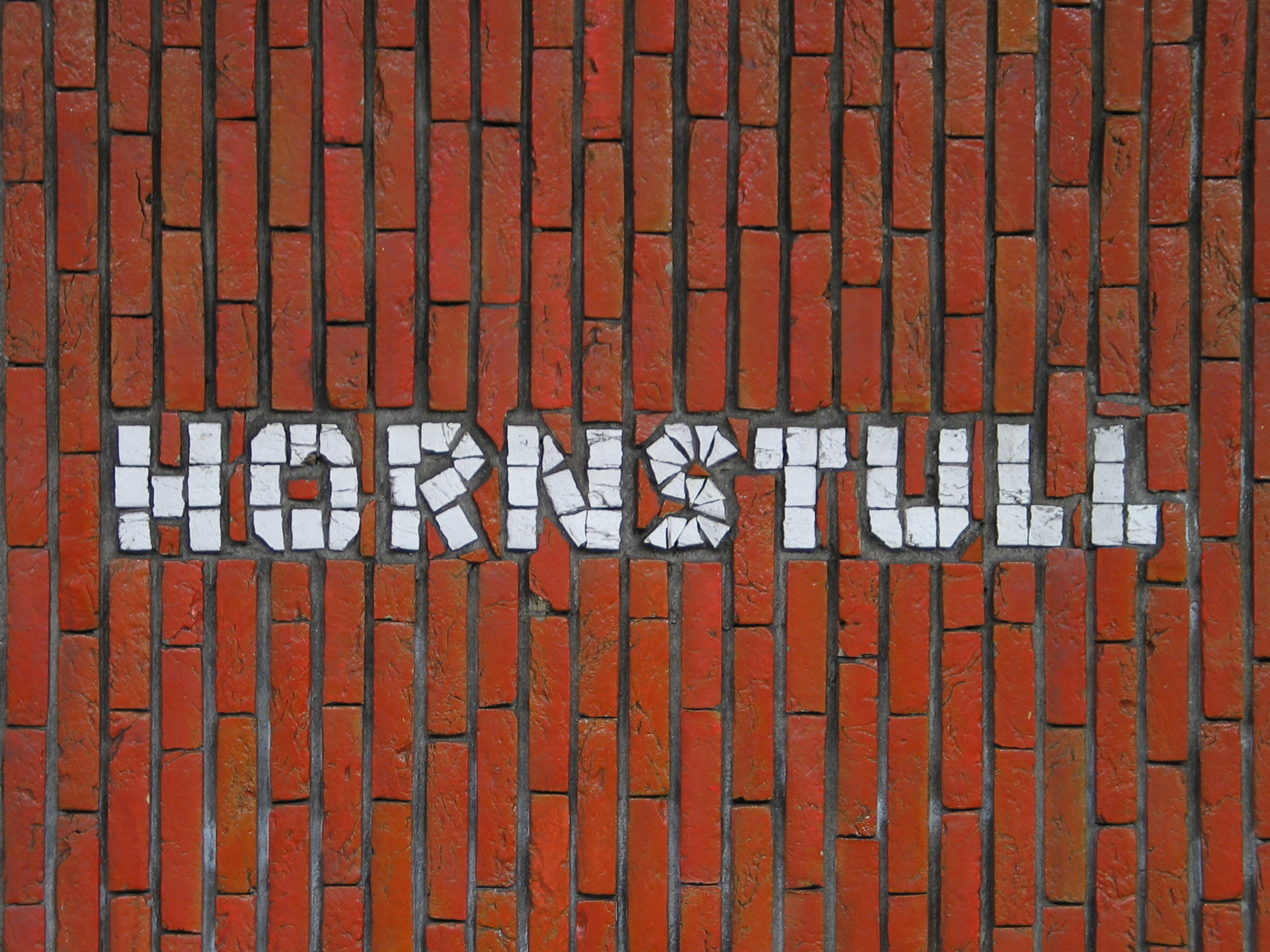

Hornstull – podziemna stacja metra w Sztokholmie, w Innerstaden, w dzielnicy Södermalm, w części Södermalm, w Hornstull. Na czerwonej linii metra T13 i T14, między Liljeholmen a Zinkensdamm. Dziennie korzysta z niej około 16 200 osób.
Stacja znajduje się północ bezpośrednio pod Hornsbruksgatan od Varvsgatan do Långholmsgatan. Ma dwie hale biletowe, wschodnia znajduje się przy Hornsbruksgatan i wyjścia na rogu Hornsbruksgatan z Varvsgatan i przy Hornsgatan. Zachodnia hala znajduje się przy Långholmsgatan, wyjścia zlokalizowane są na rogu Borgargatan i Hornsbruksgatan, na rogu Hornsgatan i Långholmsgatan oraz Hornsbruksgatan.
Otworzono ją 5 kwietnia 1964 jako 50. stację w systemie wraz z odcinkiem T-Centralen-Örnsberg. Ma jeden peron. Stacja została zaprojektowana przez Olova Blomkvista.

## Sztuka
- Berndt Helleberg, 1964, 1979 i 1992
  - Altamira, kompozycja z holenderskiej cegły wzdłuż ścian peronu
  - Wyjścia z kutego żelaza
  - 16 rzeźb związanych z tematami Jorden, Havet, Himlen i Öknen (pol. Ziemia, Morze, Niebo i Pustynia)

## Czas przejazdu
| Linia | Stacja        | Czas przejazdu | Stacja                                                    | Czas przejazdu                 |
| T13   | Ropsten       | 16 min         | Liljeholmen Slussen Gamla stan T-Centralen Östermalmstorg | 2 min 4 min 6 min 8 min 10 min |
| T13   | Norsborg      | 28 min         | Liljeholmen Slussen Gamla stan T-Centralen Östermalmstorg | 2 min 4 min 6 min 8 min 10 min |
| T14   | Fruängen      | 10 min         | Liljeholmen Slussen Gamla stan T-Centralen Östermalmstorg | 2 min 4 min 6 min 8 min 10 min |
| T14   | Mörby centrum | 22 min         | Liljeholmen Slussen Gamla stan T-Centralen Östermalmstorg | 2 min 4 min 6 min 8 min 10 min |

## Otoczenie
W otoczeniu stacji znajdują się:
- Liljeholmsbadet
- Bergsundsskolan
- Högalidsskolan
- Högalidskyrka
- Högalidsparken
- Kristinehovs malmgård
- Drakenbergsparken
- Palsundsparken